# SHY (アーティスト)
SHY（シャイ、本名: 野田麗子）は、日本の女性シンガーソングライター。所属事務所はMAXSTAR。所属レコード会社は、キングレコード（KING RECORDS）。第45回日本レコード大賞新人賞を受賞
。
現在はタイのバンコク在住。

## 経歴

### デビュー前
9歳の頃よりダンスを始め、国内外のダンサーに師事し、数々のアーティストのバックダンサー、コーラスを務める。2000年には、『及川光博ワンマンショーツアー2000「誰にも言っちゃダメだよ…。」』のコーラスにも参加。

### 野田麗子として
SHYとしてデビューする前に、本名の野田麗子として2作品の楽曲を発表した。『Blue Net』（2000年、ROOMMANIA＃203(DC)）・『終わらないもの FOREVERMORE』（2000年、バウンサー(PS2)）を発表している。どちらもゲームソフトの音楽（後者は、エンディングテーマ）として採用されており、音楽ディスク（CD・DVD）として発表されている。

### SHYとして
2002年頃よりソロ活動を開始。
2003年にマキシシングル『DOUBLE LIMITS』「SHY」としてCDデビュー。同年に第45回日本レコード大賞新人賞を受賞する。
2007年12月25日、自身のブログにて入籍を報告。2011年末に男児と女児の双子を出産
現在は、タイのバンコクに在住しながら楽曲制作・提供をする。

## 特徴
得意ジャンルは、R&Bやロック、ファンク等で、プリンスをリスペクトする。イメージカラーは赤。

## ディスコグラフィ

### 野田麗子名義
DVDシングル
- バウンサー・ミュージッククリップ FOREVERMORE（2001年1月25日、パイオニアLDC）
PlayStation 2用ゲームソフト『バウンサー』の主題歌。

楽曲参加作品
- WIRED SMOOTH VIBES （1999年9月17日、ポニーキャニオン）
3曲目に『Blue Net』が収録。
ドリームキャスト用ゲームソフト『ROOMMANIA＃203』に採用された曲
- バウンサー オリジナル・サウンドトラック（2001年3月23日）
DISC1の14曲目に、『終わらないもの Forevermore』が収録。
- SQUARE VOCAL COLLECTIONS（2001年6月20日、ソニーミュージック）
1曲目に、『「バウンサー」 終わらないもの FOREVERMORE』が収録。

### SHY名義

#### シングル
1. DOUBLE LIMITS（2003年4月23日、KING RECORDS）オリコン30位
  1. DOUBLE LIMITS
作詞：SHY／作曲：KEN KAWAI／編曲：柿崎洋一郎
日本テレビ系列音楽番組『FUN』FUN'S RECOMMEND #028
  2. SHY
作詞・作曲：SHY／編曲：柿崎洋一郎
  3. トビウオ
作詞・作曲：SHY／編曲：村山晋一郎
2. 花（2003年9月3日、KING RECORDS）オリコン25位
  1. 花[5:14]
作詞：SHY／作曲・編曲：h-wonder
TBS系列音楽番組『COUNT DOWN TV』エンディングテーマ
  2. テレパシー[4:32]
作詞・作曲：SHY／編曲：Shinichiro Murayama
  3. After you[4:34]
作詞・作曲：SHY／編曲：Manao Doi
3. 頬 / 気持ち（2004年2月25日、KING RECORDS）オリコン67位
  1. 頬[4:57]
作詞・作曲：SHY／編曲：本山清治
  2. 気持ち[5:34]
作詞：SHY／作曲：KEN KAWAI／編曲：松原憲
4. PRECIOUS DAYS（2004年6月23日、KING RECORDS）オリコン44位
  1. PRECIOUS DAYS[3:43]
作詞：SHY／作曲・編曲：津田直士
  2. トキメキ[5:28]
作詞・作曲：SHY／編曲：土肥真生
  3. SING IT[4:02]
作詞・作曲：SHY／編曲：大野宏明
  4. (エンハンスド)「PRECIOUS DAYS」PV
5. with me / スラッシュ（2004年11月17日、KING RECORDS）オリコン187位
  1. with me[3:27]
作詞・作曲：SHY／編曲：mo'doo-
  2. スラッシュ[4:38]
作詞・作曲：SHY／編曲：柿崎洋一郎
  3. SHYのアップシューズ[3:20]
作詞・作曲：SHY／編曲：松浦晃久
  4. DOUBLE LIMITS -STRAIGHT UP MIX- (BONUS TRACK)[4:13]-Remix Produced by  DJ OSSHY（押阪雅彦）-
  5. (エンハンスド)「with me」PV
6. ずっとラプソディ（2007年1月17日、PULL UP RECORDS）
プロアクティブ・ソリューションスキンケア製品「プロアクティプシリーズ」初期タイアップ曲。第2弾タイアップ曲は、カップリング曲の『ラッキーカラー』。

#### アルバム
1. CIRCUS（2003年11月27日、KING RECORDS）
  1. DOUBLE LIMITS（作曲：KEN KAWAI）
  2. いつもときどき
  3. Nana
  4. 気持ち（作曲：KEN KAWAI）
  5. ラブソング
  6. ムジントウ
  7. 花
  8. 頬（作曲：h-wonder）
  9. 過食症baby
  10. ロープダンサー（作曲：村山晋一郎）
  11. トビウオ
  12. After you

#### ミニアルバム
1. THEATER（2005年12月7日、PULL UP RECORDS）
  1. entrance
  2. ラッキーカラー
  3. 哀願動物
  4. 既成事実
  5. シアター
  6. 愛のままに

#### カバーアルバム
1. INSPIRE〜a tribute 2 PRINCE〜（2007年9月12日、PULL UP RECORDS）

#### 配信限定曲
- ブロッサム（2010年4月21日）
プロアクティブタイアップ曲（第3弾）
- Beautiful !（2011年8月24日）

#### 提供曲
- keana（キアーナ） - lucky color（2010年9月1日）
- BLAZE - FLYING V（2011年7月6日） 他

## 出演

### ラジオ
- The Nutty Radio Show 鬼玉（FM NACK5） - コーナーパーソナリティ (水曜日)
- double limits show (InterFM)

### CM
- プロアクティブ・ソリューション

### TV
- HEY!HEY!HEY! MUSIC CHAMP (フジテレビ)
- ポップジャム (NHK)
- 輝く！日本レコード大賞 (TBS)